# Portulaca conoidea
Portulaca conoidea är en portlakväxtart som beskrevs av Sylvia Mabel Phillips. Portulaca conoidea ingår i släktet portlaker, och familjen portlakväxter. Inga underarter finns listade i Catalogue of Life.